# Alcidodes elegans
Alcidodes elegans es una especie de escarabajo del género Alcidodes, familia Curculionidae. Fue descrita científicamente por Guérin-Méneville en 1838.
Se distribuye por Papúa Nueva Guinea. La especie se mantiene activa durante los meses de abril y mayo.